# Catharylla
Catharylla és un gènere d'arnes de la família Crambidae.

## Taxonomia
- Catharylla bijuga T. Léger & B. Landry, 2014
- Catharylla chelicerata T. Léger & B. Landry, 2014
- Catharylla coronata T. Léger & B. Landry, 2014
- Catharylla gigantea T. Léger & B. Landry, 2014
- Catharylla mayrabonillae T. Léger & B. Landry, 2014
- Catharylla paulella Schaus, 1922
- Catharylla serrabonita T. Léger & B. Landry, 2014
- Catharylla tenellus (Zeller, 1839)

## Espècies antigues
- Catharylla contiguella Zeller, 1872 (moguda a Argyria)
- Catharylla interrupta Zeller, 1866 (moguda a Argyria)
- Catharylla sericina (Zeller, 1881) (moguda a Argyria)